# 大里圭介
大里 圭介（おおさと けいすけ、1982年出生月日非公開 - ）は、日本のイラストレーター。合同会社おはようございます代表社員。

## 来歴・人物
本名同じ。
大阪府出身。その後親の転勤のため各地を転々とし、最終的に神奈川県川崎市に落ち着く。2001年武蔵野美術大学入学。在学中に作品を発表する傍らで、2003年同級生と制作集団ダメ工房を組織し、HNごろうとして在籍。大学卒業後も活動の主な拠点としていたが、2011年に閉鎖。翌年、合同会社おはようございますを設立し、代表社員に就任。以降現在まで、WEBサイト制作を中心に活動している。

## 作風
作品の狙いによって最も適したメディアを選択する。例えば、創作喪中はがきは初めweb上での公開のみであったが、アトリエ展示を経て、最終的にはPR映像の制作やデモ活動にまで発展した。このように自称する肩書きは「イラストレーター」であるものの、発表形態の場が（同一作品であっても）作品毎に変化するため、マルチメディアクリエイターの肩書きがふさわしいかも知れない。
根底に通じるテーマは「ナンセンス」、「シュール」、「PTAをかっかさせる」の３つである。手法としてはパロディを好み、得意とする。また、映像分野ではイラン映画の影響が濃い。

## 作品
- 『創作喪中はがき』（2005年）

## 書籍（イラスト）
- 『笑って禁煙できる本』（2007年）　　禁煙研究家ワイネフとの共著
- 『大物講座』（2008年）　　著者：須田泰成・中丸謙一朗

## 映画
- 『男でつらいよ～源次郎の恋』（2004年　日本）

## テレビ
- 『もじあるき』（2008～2009年）　　BSフジ『Beポンキッキ』内コーナー
- 『ぼんやりしりとり』（2011～2012年）　　BSフジ『Beポンキッキ』内コーナー
- 『たまごたび』（2012年）　　BSフジ『Beポンキッキ』内コーナー

## その他
- 『春の小川新聞』（2007年）デザイン

## エピソード
「ごろう」は中学時代から付けられたあだ名であるが、高校、大学、そして大学卒業後を通じて難なく周囲に浸透してしまっているため、本名を「ごろう」と勘違いする者が後を絶たず、本人もその都度誤解を解くのに苦労している。